# Psocathropos lachlani
Psocathropos lachlani är en insektsart som beskrevs av Ribaga 1899. Psocathropos lachlani ingår i släktet Psocathropos och familjen styltstövlöss. Inga underarter finns listade i Catalogue of Life.